# 버디 볼든

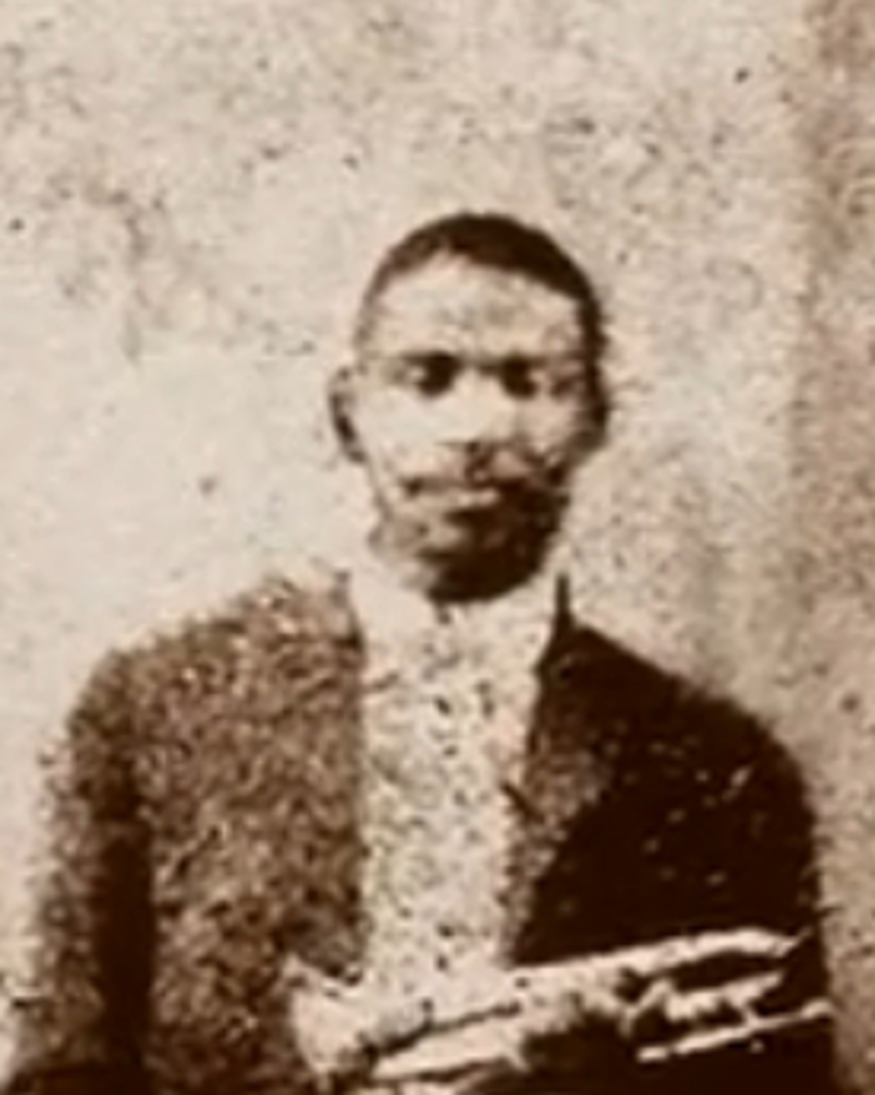

버디 볼든(Buddy Bolden, 본명: Charles Joseph "Buddy" Bolden, 1877년 9월 6일 ~ 1931년 11월 4일)은 재즈의 전신인 뉴올리언스 스타일의 래그타임 음악 재스(jass)의 개발에 중요한 역할을 한 것으로 간주되는 아프리카계 미국인 코넷 연주자였다.
볼든은 "킹" 볼든으로 불렸으며 그의 밴드는 뉴올리언스에서 1900~1907년 즈음 최고 전성기를 달렸다.

## 어린 시절
태어났을 때 볼든의 아버지 웨스트모어 볼든은 1866년 사망한 버디의 할아버지 구스타부스 볼든의 전 주인이었던 윌리엄 워커의 운전수로 일했다. 어머니 앨리스는 웨스트모어와 1873년 8월 14일 결혼했을 당시 18세였다. 웨스트모어 볼든은 기록에 따르면 1866년 8월에는 19세였으므로 당시 25세 즈음이었다. 버디가 6살 때 아버지를 여의고 그 뒤 어머니와 다른 가족 일원들과 살았다.